# Бак (скульптор)
Бак (*XIV ст. до н. е.) — скульптор Стародавнього Єгипту періоду XVIII династії. Творець Амарнського стилю в Ахетатоні.

## Життєпис
Походив з роду спадкових скульпторів. Син Мена, скульптора з Геліополісі, де народився сам Бак. Замолоду затоваришував зі спадкоємцем трону — Аменхотепом. Коли останній близько 1377/1372 року до н. е. стає фараоном, то бак долучився до почту фараона. На 6-й рік панування цього фараона перебрався до Ахетатону, який став споруджуватися як нова столиця.
Скульптури Бак прикрашали Ахетатон, започаткувавши амарнський стиль. Особливістю є відмова від строго ідеалізованого, сакрального розуміння образу фараона. Новий стиль знайшов відображення в колосах Аменхотепа IV, встановлених у храмі Атона в Карнаку. У цих статуях застосовано не тільки типові канонічні прийоми монументального мистецтва, а й нове розуміння портретності, яке тепер вимагало достовірної передачі зовнішнього вигляду фараона до характерних особливостей будови тіла.
Також створював статуї членів родини фараона. Бак також вважається автором Асуанської стели, на якій зображені двір фараона й Бак разом з батьком. Вважається одним з перших автопортретів в історії скульптури.
Матеріал для спорудження статуй Бак отримував з каменярень біля Асуану та Гебель аль-Сілсіли, розробкою яких керував особисто Бак.
Учнями Бака стали скульптори Тутмес та Юті.